# The Calling
I The Calling sono un gruppo alternative rock/post-grunge statunitense originario di Los Angeles, in California.

## Storia del gruppo
La band era inizialmente composta da Alex Band (voce) e Aaron Kamin (chitarra). Successivamente si aggiunsero Sean Woolstenhulme (chitarre), Billy Mohler (basso) e Nate Wood (batteria), e incisero il primo album dei The Calling. Uscito nel luglio del 2001, Camino Palmero diventò una hit, grazie alla forza del singolo Wherever You Will Go. Dopo aver inciso il brano For You per il film Daredevil, Band e Kamin (senza Wood, Woolstenhulme, e Mohler) ritornarono nel giugno 2004 con Two. Nel giugno del 2005 la band ha annunciato che sarebbe andata in pausa indefinita, mentre il cantante Alex Band ha cominciato una carriera da solista.
Il 15 agosto 2013 è stato annunciato il momentaneo ritorno dei The Calling con Alex Band e tre nuovi membri. Dopo alcuni concerti il gruppo ha nuovamente cessato l'attività.
Nell'ottobre 2016, Alex Band e Aaron Karmin hanno riformato The Calling insieme a nuovi membri; nel mese successivo si sono esibiti a Manila, nelle Filippine.
L'azienda di eventi Unbreakable Touring ha annunciato che la band suonerà a novembre per la prima volta in Australia nelle città di Adelaide, Sydney, Brisbane, Melbourne e Fremantle, insieme alla rock band Juke Kartel e al nuovo arrivato Mike Waters, ma in seguito è stato posticipato per problemi di visto. Nel luglio 2017 è stato annunciato che i The Calling insieme ai Lifehouse avrebbero partecipato come band di supporto nella tappa australiana del Reunion world tour dei Live.
A novembre 2017 il gruppo ha annunciato l'uscita di nuovo materiale inedito per il 2018.

## Formazione

### Formazione attuale
- Alex Band – voce (2000-2005, 2013, 2016-presente)
- Travis loafman – chitarra, cori (2016-presente)
- Daniel Thomson – batteria (2016-presente)

### Ex componenti
- Aaron Kamin – chitarra, cori (2000-2005)
- Billy Mohler – basso, cori (2000-2002)
- Sean Woolstenhulme – chitarra, cori (2000-2002)
- Dino Meneghin – chitarra (2002)
- Nate Wood – batteria, cori (2000-2002)
- Sean Kipe – chitarra, cori (2013)
- Jake Fehres – basso, cori (2013)
- Art Pacheco – batteria (2013)

### Turnisti
- Ryan Levant – tastiera, cori (2016-presente)
- Joey Clement – basso, cori (2020-presente)

### Ex turnisti
- Kaveh Rastegar – basso (2004)
- Corey Britz – basso, tastiera, cori (2004-2005)
- Justin Derrico – chitarra (2004-2005)
- Daniel Damico – chitarra, tastiera, cori (2004-2005)
- Justin Meyer – batteria, percussioni (2004-2005)
- Al Berry – basso (2016)
- Cubbie Fink – basso, cori (2016-2020)

## Discografia

### Album in studio
- 2001 – Camino Palmero
- 2004 – Two

### Raccolte
- 2011 – The Very Best of The Calling

### Singoli
- 2002 – Wherever You Will Go
- 2002 – Adrienne
- 2002 – Could It Be Any Harder
- 2003 – For You
- 2004 – Our Lives
- 2004 – Things Will Go My Way
- 2004 – Anything